# Filipinska vaterpolska reprezentacija
Filipinska vaterpolska reprezentacija predstavlja državu Filipine u športu vaterpolu. 

## Nastupi na Razvojnom trofeju FINA-e
- 2009.: 4. mjesto
- 2019.: 5. mjesto